# Torsten Andersson
Otto Torsten Andersson (Östra Sallerup, 6 juni 1926 - Hörby, 31 mei 2009) was een Zweedse kunstschilder. 
Andersson groeide op in Skåne en studeerde aan de Academie voor Schone Kunsten in  Kopenhagen en Stockholm. In 1960 werd hij leraar kunst in Stockholm. In 1966 keerde hij terug naar Skåne. Torsten Andersson deed aan experimenteel schilderen. Hij was vooral bekend om zijn "portretten van fictieve sculpturen", waarin de kleuren toevallig geplaatst lijken te zijn. Andersson kon honderden schetsen maken en vernietigen alvorens tot een definitief werk te komen, maar nooit was hij tevreden.